# Eucereon assutum
Eucereon assutum är en fjärilsart som beskrevs av Max Wilhelm Karl Draudt 1917. Eucereon assutum ingår i släktet Eucereon och familjen björnspinnare. Inga underarter finns listade i Catalogue of Life.